# Volo Pakistan International Airlines 740
Il volo Pakistan International Airlines 740 era un volo di pellegrinaggio Hajj da Kano, in Nigeria, a Caraci, in Pakistan, con scalo intermedio a Gedda, in Arabia Saudita. Il 26 novembre 1979, il Boeing 707-340C operante su quella rotta precipitò poco dopo il decollo dall'aeroporto internazionale di Gedda. Tutte le 156 persone a bordo rimasero uccise nell'impatto.

## L'aereo
Il velivolo coinvolto nell'incidente era un Boeing 707-340C, marche AP-AWZ, numero di serie 20275, numero di linea 844. Volò per la prima volta il 30 luglio 1970 e fu consegnato a Pakistan International Airlines lo stesso anno. Venne ceduto in prestito a British Caledonian Airways nel marzo del 1972 e tornò a servizio della compagnia pakistana nel settembre dello stesso anno. Era alimentato da 4 motori turboventola Pratt & Whitney JT3D-3B. Al momento dell'incidente, l'aereo aveva circa 9 anni.

## L'incidente
A bordo c'erano un totale di 156 persone, 11 membri dell'equipaggio e 145 passeggeri. Alle 01:29 ora locale, il volo 740 partì da Gedda e iniziò a salire all'altitudine di 37 000 piedi (11 000 m). Il problema si presentò alle 01:47, 21 minuti dopo il decollo, quando l'assistente di volo informò i piloti che si era originato un incendio vicino alla porta sul retro. Dopo aver riferito al controllore di volo della situazione a bordo e dell'inizio di una discesa di emergenza da 30 000 piedi (9 100 m), l'equipaggio ricevette il permesso di scendere a 4 000 piedi (1 200 m). Il pilota richiese di tornare a Gedda poiché il fumo stava entrando nella cabina di pilotaggio. Alle 02:03 l'equipaggio inviò un segnale di soccorso. La torre di controllo di Gedda sentì il pilota gridare "Mayday! Mayday!" prima che le comunicazioni vennero perse. Dopo circa un minuto, l'aereo si schiantò su una montagna ed esplose. Il luogo dell'incidente si trovava a un'altitudine di 3 000 piedi (910 m). Tutte le 156 persone a bordo rimasero uccise. L'incidente rimane, ad oggi, il terzo per numero di vittime sul suolo dell'Arabia Saudita e il terzo che coinvolge un Boeing 707.

## Le indagini
La causa della catastrofe fu determinata essere un incendio iniziato nella parte posteriore della cabina. Il fuoco si diffuse rapidamente, causando il panico dei passeggeri che corsero verso la parte anteriore per sfuggire al fumo. Ciò modificò l'equilibrio dell'aeromobile che, in combinazione con il fumo forte, inabilitò l'equipaggio e comportò la perdita di controllo. La causa esatta dell'incendio non venne determinata. La versione più probabile è che ci sia stata una perdita di benzina o cherosene da una delle stufe che i pellegrini avevano portato con sé. Poiché la pressione nella cabina diventa leggermente inferiore durante la salita, una guarnizione rotta potrebbe aver causato una perdita di carburante. Si verificò poi un malfunzionamento nei circuiti elettrici, ma la rapida diffusione del fuoco fu difficile da spiegare a causa della natura del design dei sistemi elettrici e dei dispositivi di protezione dell'aeromobile. La possibilità di un attacco terroristico non venne presa in considerazione, in quanto gli investigatori non trovarono prove di dispositivi incendiari.